# HR 9038
HR 9038 — тройная звезда с видимой звёздной величиной 6,39. Находится в созвездии Цефея, визуально находится примерно в 2º южнее Эрраи (γ Цефея).

## Характеристики звёздной системы
HR 9038 — это тройная звёздная система, главная звезда которой, GJ 909 A, представляет собой спектрально-двойную звёздную систему с периодом обращения 7753 дня. Два компонента этой двойной системы представляют собой оранжевые карлики спектрального класса K3V, каждый из которых имеет массу 0,73 массы Солнца. Они имеют эффективную температуру 4759 К и радиус, равный 83% радиуса Солнца. Прогнозируемая скорость вращения составляет 2,0 км/с. Содержание металла в нем сравнительно очень низкое — 20% от того, что демонстрирует Солнце, — его металличность [Fe/H] = -0,71.
Вокруг GJ 909 A вращается вокруг третья звезда системы GJ 909 B. Это красный карлик типа M2V с видимой звёздной величиной +11,7. Он сияет с 0,2% светимости Солнца, а радиус равен 37% радиуса Солнца. Компаньон имеет массу 0,37 масс Солнца. Визуальное расстояние между компаньонами 3,7 угловых секунды от GJ 909 A, при фактическом расстоянии между ними не менее 40 а.е. GJ 909 B совершает один оборот вокруг GJ 909 A за 255 лет.
Система удалена от Солнечной системы на 35,2 световых года. Ближайшими известными звездами к HR 9038 являются Глизе 22 и Глизе 48, находящиеся на расстоянии 5,7 и 7,8 световых года соответственно.